# Histoire des conceptions de la folie
 (janvier 2022).
Si vous disposez d'ouvrages ou d'articles de référence ou si vous connaissez des sites web de qualité traitant du thème abordé ici, merci de compléter l'article en donnant les références utiles à sa vérifiabilité et en les liant à la section « Notes et références ».
 (janvier 2022).
- Si vous ne connaissez pas le sujet, laissez ce bandeau (vous pouvez alors contacter les auteurs).
- Si vous supprimez le contenu mis en cause (vous pouvez préalablement contacter les auteurs),

argumentez précisément cette suppression dans la page de discussion
(un manque de référence n'est pas un argument ; une recherche réelle de référence doit avoir été effectuée, être formellement documentée).

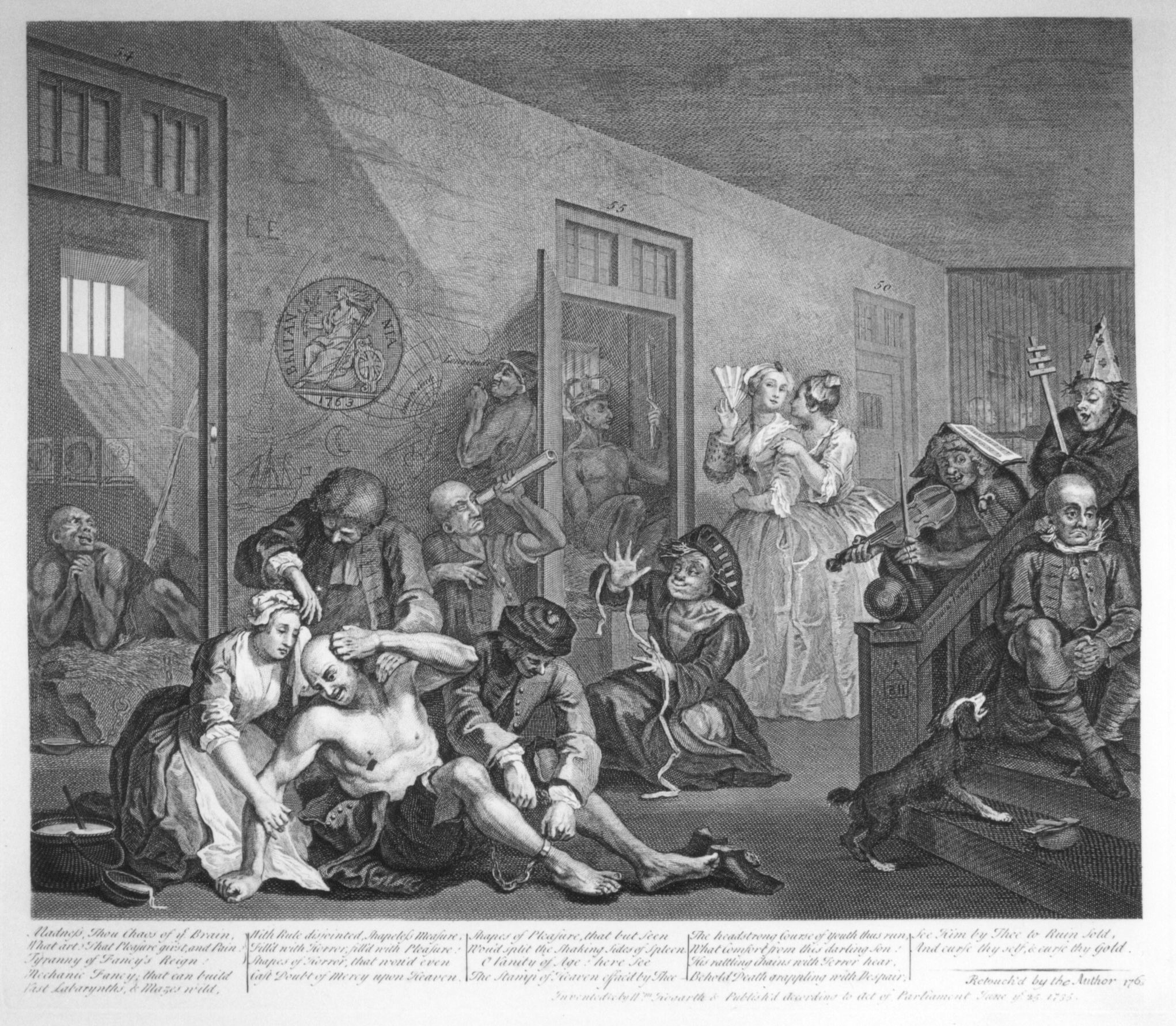
Peinture de William Hogarth concernant la folie.

La folie présente des faits saillants à travers l’histoire, concernant sa perception et son traitement.

## Prémices
Pour l’homme primitif, la pluie, le vent, la chaleur ou le froid viennent récompenser ou punir. La maladie est envoyée par des êtres surnaturels invisibles ou provoquée par les pratiques magiques des ennemis. Le comportement anormal du malade mental s’explique par l’intervention de mauvais esprits, de forces mauvaises et démoniaques qui ont pris possession de la personne.[réf. nécessaire] En s’y prenant comme avec les humains, par des incantations, des prières, des menaces, par la soumission et l’expiation (cf. le chamanisme). Pour les Hébreux, c’est un seul dieu qui régit la santé et la maladie. « C’est moi qui fais mourir et qui fais vivre, quand j’ai frappé, c’est moi qui rends la santé », dit le Deutéronome. La maladie est destinée à punir l’homme de ses péchés et la guérison est un attribut de la divinité. « Yahvé te frappera de délire, d’aveuglement et d’égarement des sens », dit encore le Deutéronome. Les démons qui provoquent la folie ne font qu’obéir aux ordres de Dieu. Parmi les croyances qui vont de l’homme primitif à l’époque moderne, est apparu, pendant la Grèce antique et la Rome antique, un courant de rationalité scientifique basée sur l’observation. Au Ve siècle av. J.-C., Pythagore a été le premier à dire que le cerveau est l’organe de l’intelligence humaine et le siège des maladies mentales. Puis Platon affirme que le principe vital du corps est l’âme. Le conflit existant entre les appétits inférieurs, désordonnés, et les fonctions organisatrices supérieures de la raison, constitue le fondement de la psychologie platonicienne. Au IVe siècle av. J.-C., Aristote décrit le contenu de la conscience. Se fondant sur l’observation introspective, il distingue ainsi entre la sensation, la conation (effort par lequel la volonté se détermine) et l’affectivité. Aristote considère que la pensée dirige la conation vers l’obtention du plaisir et l’élimination de la douleur. Pourtant, la raison, l’intelligence active ne sauraient elles-mêmes être expliquées car elles sont absolues : elles ne dépendent pas de l’expérience. Comme pour Platon, la raison est d’origine divine.
Pendant l’Antiquité grecque et romaine, les philosophes ne se contentent donc plus d’observer le monde qui les entoure, ils se mettent à s’observer eux-mêmes, à décrire leur propre fonctionnement. Mais leur observation s’arrête où commence le domaine réservé à la divinité. Cicéron, Ier siècle av. J.-C., est peut-être le seul auteur de l’Antiquité à avoir exprimé que l’homme est seul responsable de son propre comportement, normal ou morbide. Pour lui, ce n’est pas Dieu qui brouille l’intelligence et cause la maladie mais bien l’erreur de l’homme lui-même et c’est la philosophie qui peut le guérir. Un autre Romain, Soranus (93-138 apr. J.-C.), a combattu la démonologie et fait usage de tout traitement dont l’expérience avait montré la sûreté ou l’efficacité. Selon l’Histoire de la psychiatrie, écrite en 1966 par Alexander et Selesnick, Soranus estimait pouvoir réduire l’état de malaise des malades mentaux en parlant avec eux de leurs occupations ou d’autres sujets susceptibles de les intéresser. Soranus a réduit au minimum l’usage des médicaments et des autres méthodes physiques, pour souligner l’importance de la relation existant entre le médecin et son patient. En 312, l’empereur Constantin, après sa victoire contre Maxence (« Par ce signe tu vaincras »), fait du christianisme la religion officielle de l’empire. Désormais les intérêts de l’Église se confondent avec ceux de l’État, pour le meilleur ou pour le pire. C’est en 354 que naît Saint Augustin, en Afrique romaine, d’une mère chrétienne, sainte Monique, dont l’influence sur son fils se révéla plus forte que celle de son père voluptueux. Saint Augustin a décrit, dans ses confessions, son conflit intérieur entre son amour de Dieu et son désir de donner libre cours à ses passions charnelles. Ce livre introspectif est en fait une psychanalyse réalisée sans psychanalyste et représente une étape importante du développement de la psychologie. Pour dominer ses passions, l’homme doit se livrer à un examen rigoureux de lui-même mais aussi bénéficier de l’aide surnaturelle de la grâce divine.

## Croyances religieuses
Puis les invasions barbares, les épidémies de peste, les famines, les tyrannies, l’insécurité généralisée[pertinence contestée], les malheurs de toutes sortes ont poussé les hommes à rechercher un réconfort dans les croyances surnaturelles. Les pratiques magiques, mystiques et démonologiques font alors un retour en force[réf. nécessaire] et le christianisme apporte à l’humanité souffrante le message d’espoir qu’elle attendait, celui d’une vie meilleure dans l’au-delà. Le dogme chrétien prédomine dans tous les domaines de la vie, y compris la santé. Les saints protègent contre les maladies, les prêtres chrétiens soignent les corps et les âmes, les malades se réfugient dans les églises, les monastères et les hôpitaux construits à proximité. Mais pendant le Haut Moyen Âge, l’esprit chrétien de charité a profité aux malades mentaux auxquels il apportait soutien et réconfort. Selon certains auteurs, l’assistance apportée aux malades à cette époque était supérieure à celle pratiquée aux XVIIe et XVIIIe siècles[réf. nécessaire]. Mais, au fil des siècles, au fur et à mesure que s’impose le dogmatisme chrétien, se développent la démonologie et l’exorcisme. « Le fou est celui qui dit en son cœur que Dieu n’existe pas », dit le Psaume 53. Le fou, c’est donc l’athée. Et le chapitre 20 de l’Apocalypse précise que le diable a été enchaîné pour mille ans mais qu’il doit être ensuite relâché pour un peu de temps. C’est donc au début du deuxième millénaire que son règne peut commencer. Le diable choisit sa proie, pénètre en elle et la personne est possédée. « Le diable peut arrêter complètement l’usage de la raison en troublant l’imagination et l’appétit sensible, comme cela se voit chez les possédés », dit saint Thomas d’Aquin.
Les causes de la possession sont les péchés[réf. souhaitée]. Cela peut être le péché du possédé lui-même, souvent la luxure ou le blasphème, mais aussi le péché d’un membre de la famille ou d’un proche. Par exemple, un mari dit à son épouse : « Va au diable ! » et celle-ci sent instantanément le démon entrer en elle par son oreille[réf. nécessaire]. Souvent aussi, lorsqu’aucune faute majeure ne peut être reprochée à la personne qui perd la raison, c’est le péché de l’humanité en général que le possédé doit expier. Les hommes aussi bien que les femmes peuvent être saisis par Satan, dont le but est de nuire à toute l’espèce humaine : chevaliers, gens du peuple, moines et prêtres, vieillards, adultes ou enfants. Pour une fois, tout le monde se trouve logé à la même enseigne[Quoi ?]. On lutte contre la possession par l’exorcisme. Le Moyen Âge compte un très grand nombre de saints dont les exorcismes sont notamment décrits dans les Acta Sanctorum. Saint Antoine est l’un des plus connus, mais il en existe beaucoup d’autres, de notoriété plus ou moins locale. C’est donc le démon que l’Église et les théologiens combattent dans la personne du possédé, ce dernier étant d’abord considéré comme une victime. Le besoin de spiritualité est si grand qu’aujourd’hui encore chaque diocèse est doté d’un exorciste prêt à intervenir dans les cas avérés de possession[réf. souhaitée].

## Hérésie et troubles mentaux
Il arrive aussi que ce soit l’homme qui recherche le commerce avec le diable. On a alors affaire à un sorcier. Dès le XIe siècle, des sorcières sont brûlées vives. Ce n’est pas l’Église mais l’opinion publique qui est à l’origine de la répression[réf. souhaitée] : face à un malheur survenu sans raison apparente, la foule en impute la responsabilité à une sorcière supposée. À partir du XIIIe siècle, l’autorité ecclésiastique prend le relais, notamment parce que les sorcières s’enquièrent de l’avenir auprès des démons alors que l’avenir est réservé à Dieu[réf. nécessaire]. La répression s’abat. Les sorcières et sorciers seront, dans toute l’Europe, torturés, excommuniés, mis au pilori, fouettés, emmurés, brûlés vifs.
Au XIIIe siècle aussi se produit l’amalgame entre  hérétiques et malades mentaux[réf. nécessaire]. En 1239 et 1245, des Cathares accusés de sorcellerie sont condamnés par les tribunaux de l’Inquisition. En 1258, le pape Alexandre IV confie officiellement aux inquisiteurs italiens la répression de la sorcellerie. Or ces prétendus sorciers sont souvent des patients psychiques, ou du moins des gens au psychisme fragile. Voilà ce qu’en dit Muriel Laharie, auteur française qui a écrit un livre documenté sur la folie au Moyen Âge : « Leurs transes, leurs expériences oniriques et leurs hallucinations (favorisées parfois par la consommation de plantes ou de champignons hallucinogènes) entrent dans le cadre d’états hystériques ou dépressifs, ou bien de psychoses délirantes, aiguës ou chroniques. Mais leur mythomanie, leurs affabulations, leurs discours naïfs, confus ou incohérents sont expliqués par une pseudo-alliance avec le diable. » «... Sous les tortures, de malheureuses femmes déséquilibrées et impressionnables avouent n’importe quel crime. (…) La «chasse aux sorcières», qui battra son plein seulement à partir de la fin du XIVe siècle, connaît ainsi ses premières manifestations à l’époque féodale. Elle doit être, à l’évidence, replacée dans le contexte de l’exclusion dont sont victimes au XIIIe siècle à la fois les hérétiques et les fous dans leur ensemble ; la folie ayant simplement, dans ce cas précis, pris le masque de la sorcellerie. »

## Humanistes

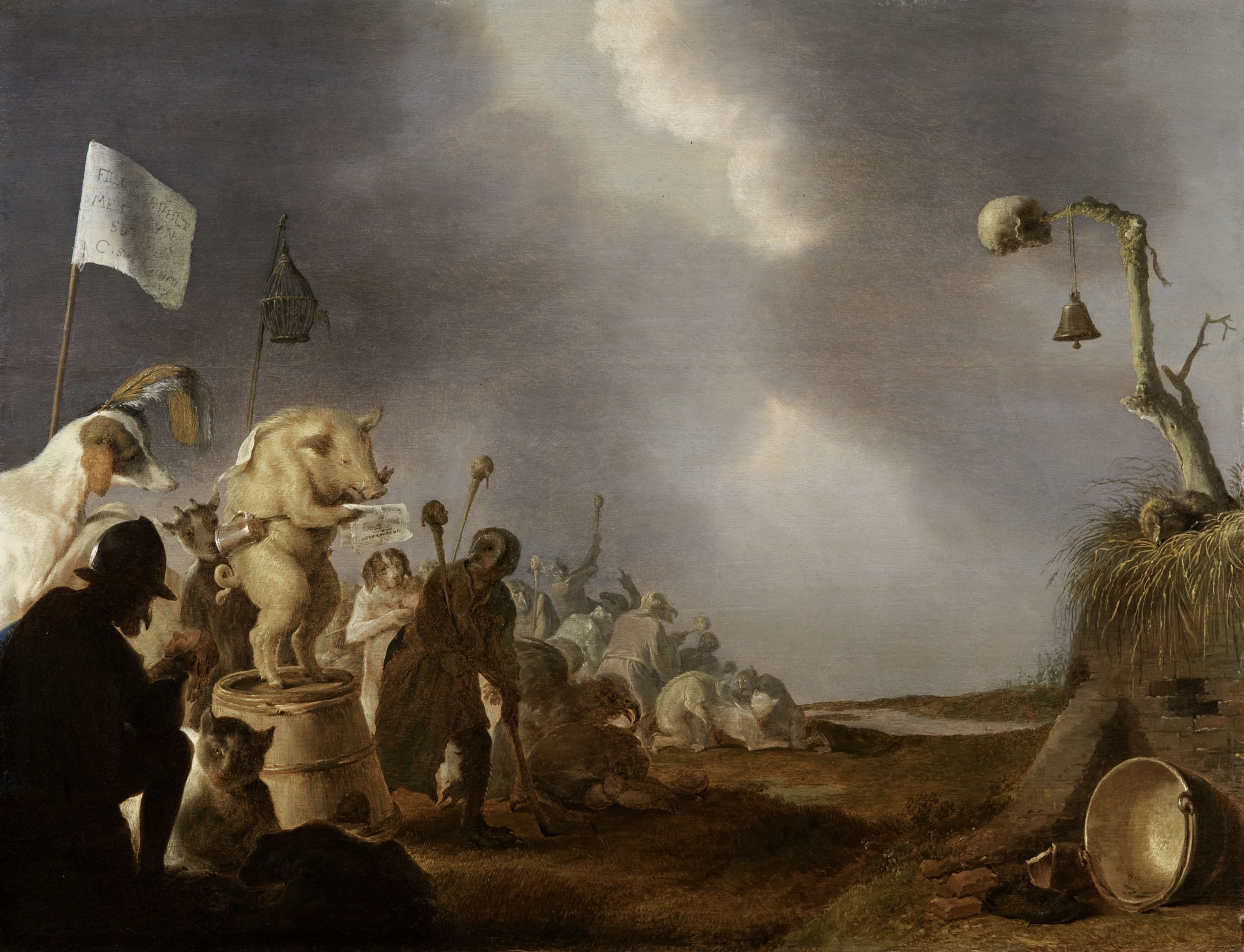
Cornelis Saftleven, Allégorie de la folie humaine, 1629.

Dès le XIVe siècle, les premiers humanistes (Dante, Boccace et Pétrarque) vont s’attaquer aux doctrines rigides et autoritaires des scolastiques et substituer à l’autorité de l’Église celle des anciens. Mais la renaissance scientifique n’a vraiment commencé que lorsque les hommes se sont trouvés de nouveau capables de faire davantage confiance à leurs propres expériences qu’à celles des anciens, au temps des génies de la Renaissance tels que Copernic, Bacon, Léonard de Vinci, Machiavel, Montaigne, Érasme. Au début du XVIe siècle, Thomas Platter, chevrier haut-valaisan illettré, quitte sa vallée natale pour mener dans toute l’Europe une vie d’adolescent gyrovague et chapardeur. Il survit aux maladies, au froid, à la faim ainsi qu’aux brutalités policières et à celles de ses camarades de rencontre. Il se fixe finalement à Bâle, où il monte une imprimerie, se convertit au protestantisme puis étudie la médecine. Il devient l’un des grands intellectuels humanistes de son temps. Son fils, Félix Platter (1536-1614), suit la voie paternelle et accomplit ses études de médecine à Montpellier. De retour à Bâle, il s’efforce de classer les maladies mentales et applique des méthodes précises dans l’observation des malades. Il passe beaucoup de temps dans les prisons, où sont enfermés de nombreux malades mentaux. Il considère que la plupart des maladies mentales sont dues à des lésions du cerveau mais, bon calviniste, estime que les fantasmes sexuels sont le résultat de l’intervention du diable ou d’un châtiment de Dieu.
Jean Wier (1515-1588), un Hollandais, a lutté pour démontrer que les sorcières étaient des malades mentales et devaient être soignées par des médecins au lieu d’être interrogées et brûlées par des ecclésiastiques. Il publia en 1563 son De praestigiis daemonorum (De l’imposture des démons) qui réfute point par point le Malleus Maleficarum (Le marteau des sorcières), qui est un code de la chasse aux sorcières, ouvrage pornographique élaboré en 1487 par deux Allemands. Certains des contemporains de Wier le surnommèrent «Weirus hereticus» et son livre fut mis à l’index par l’Église. Paracelse, né à Einsiedeln en 1493, a aussi pris clairement position contre les principes des brûleurs de sorcières.

## Approches psychiatriques
L’« histoire de la psychiatrie » parle du XVIIe siècle comme de l’âge de la raison et de l’observation parce que ce siècle a développé la tradition empirique et permis une approche plus réaliste de la psychiatrie. Les maladies mentales ont aussi été arrachées un peu plus à la superstition et aux erreurs doctrinales, par exemple avec le philosophe Spinoza (1632-1677). Mais, pour les patients psychiques de cette époque, la vie quotidienne a sans doute été davantage marquée par un décret de 1656 de Louis XIV créant à Paris l’Hôpital Général. Divers établissement préexistants (la Salpêtrière, Bicêtre, la Pitié, etc.) sont regroupés sous une administration unique baptisée l’Hôpital Général. Le but est d’y enfermer tous les pauvres de Paris pour les éduquer et les mettre au travail. Cette mission est confiée à des directeurs nommés à vie « qui ont tout pouvoir d’autorité, de direction, d’administration, commerce, police, juridiction, correction et châtiment sur tous les pauvres de Paris, tant au-dehors qu’au-dedans de l’Hôpital Général. » Le décret royal ajoute : « Auront pour cet effet les directeurs : poteaux ; carcans, prisons et basses-fosses dans ledit Hôpital Général et lieux qui en dépendent comme ils aviseront, sans que l’appel puisse être reçu, des ordonnances qui seront par eux rendues pour le dedans dudit Hôpital… »
C’est là, le début de ce que Michel Foucault a appelé le grand renfermement, dont allait hériter le XIXe siècle médical. Mais, en 1656, les objectifs de l’Hôpital Général n’ont rien de médical. C’est en fait un instrument du pouvoir pour contrôler les mendiants, les malades mentaux et les invalides qui hantent les rues de Paris. Cela n’empêche pas le préambule du décret royal d’affirmer : « Considérons ces pauvres mendiants comme membres vivants de Jésus-Christ et non pas comme membres inutiles de l’État. Et agissons dans la conduite d’un si grand œuvre non par ordre de police, mais par le seul motif de la charité. » Le 13 mai 1657, on chanta une messe solennelle du Saint-Esprit dans l’église de la Pitié et le 14, l’enfermement des pauvres fut accompli sans aucune émotion, c’est en tout cas ce qu’affirme une brochure anonyme publiée vingt ans après.
Il faut dire que, sur les 40 000 pauvres dénombrés à Paris au début de 1656, 35 000 s’enfuirent de la capitale pour se réfugier en province avant l’entrée en vigueur du décret. Seuls 4 ou 5 000 mendiants incapables de fuir, « eurent le grand bonheur de trouver retraite à l’Hôpital. » Cette structure étend bientôt son réseau sur toute la France. En 1676, un nouvel édit du roi ordonne la création d’un Hôpital Général dans chaque ville du royaume.

### Asiles
Jean-Étienne Esquirol a retrouvé, un siècle et demi plus tard, après la Révolution française, ces mendiants et malades mentaux enfermés pour leur bien : « Je les ai vus nus, couverts de haillons, n’ayant que la paille pour se garantir de la froide humidité du pavé sur lequel ils sont étendus. Je les ai vus grossièrement nourris, privés d’air pour respirer ; d’eau pour étancher leur soif et des choses les plus nécessaires à la vie. Je les ai vus livrés à de véritables geôliers, abandonnés à leur brutale surveillance. Je les ai vus dans des réduits étroits, sales, infects, sans air, sans lumière, enfermés dans des antres où l’on craindrait de renfermer des bêtes féroces, que le luxe des gouvernements entretient à grands frais dans les capitales. »
Le médecin hygiéniste Jean Colombier, qui a travaillé comme inspecteur général des hôpitaux, dépôts de mendicité et prisons, en 1780, rencontre à l'hôpital de Bicêtre le surveillant Jean-Baptiste Pussin, dont les conceptions se rapprochent des siennes. Colombier publie en 1785 Instruction sur la manière de gouverner les insensés, et de travailler à leur guérison dans les asyles qui leur sont destinés.
S’il est vrai que Pinel a désenchaîné les patients des asiles parisiens, il ne faut pas croire que cela a signifié, en France, la fin de la contention à l’égard des patients psychiques. Les patients sont souvent restés enfermés dans des asiles, avec une panoplie de traitements empiriques plus ou moins sophistiqués pratiqués pendant tout le XIXe siècle. Tels sont notamment les bains froids ou chauds prolongés, les purgatifs et émétiques, les saignées, les irritants, le fauteuil rotatoire, le bain de surprise, les attachements, les isolements, les galvanisations et autres électrothérapies. Les médecins eux-mêmes ne craignent pas de le dire. Par exemple, dans un ouvrage paru en 1859, un certain Dr Teilleux écrit : « L’électricité offre aussi l’avantage immense de pouvoir être employée comme agent de coercition. Depuis notre séjour à Maréville, nous nous sommes très bien trouvés des électrisations que nous avons données avec l’intention de réagir contre l’esprit d’indiscipline. »
James Frame publie en 1860 The Philosophy of Insanity, dans lequel il témoigne de son expérience à l'asile de Gartnavel à Glasgow en Écosse, et où il évoque les traitements psychiatriques de son époque. 
Pourtant, dans toute l’Europe, se fait jour la volonté politique d’améliorer le sort des malades mentaux internés. Pestalozzi fut l’un de ceux qui luttèrent contre les traitements inhumains qui leur étaient infligés. Dans le canton de Vaud, le Grand Conseil vote en 1810 la création d’un hospice des aliénés. À Lausanne, on aménage une ancienne propriété située au Champ-de-l’Air, en bordure de la route de Berne « dans une situation très agréable et très salubre, dont la vue embrasse tout le bassin du Léman. » En 1830, le directeur du Champ-de-l’Air, Charles-Albert Perret-Porta, a sous ses ordres trois infirmiers, deux infirmières, une cuisinière et un boulanger. Voici ce qu’il dit de son asile, qui accueille à ce moment une centaine de malades : « Les dortoirs ou chambres à coucher sont au nombre de 32, 18 pour les hommes, 14 pour les femmes. Il y a de plus trois chambres fortes qui servent momentanément de séjour à l’aliéné furieux… Ce sont des cellules solidement boisées, que l’on peut rendre complètement obscures. Une seule est munie d’une double grille intérieure en fer ; pour les cas où les barreaux ordinaires deviendraient insuffisants. » « La plupart des dortoirs sont des chambres riantes et gaies, plafonnées et à parois glacées, peintes en jaune. Elles contiennent de un à quatre lits. Les malades ne les occupent guère pendant le jour, à moins d’être alités. Elles sont toujours aérées, et on y observe la plus grande propreté. On dirait, en visitant ces cellules, qu’elles appartiennent à des personnes dont on respecte les habitudes, qui tiennent à une bonne éducation… » « Une chambre de bains située au rez-de-chaussée est encore un établissement nouveau, aussi indispensable aux soins de propreté qu'au traitement des aliénés. »

### Institution psychiatrique
Selon Ibrahim B. Syed (en), le premier hôpital psychiatrique est fondé à Bagdad en l'an 705, et les asiles psychiatriques ont été bâtis à Fès au début du VIIIe siècle, au Caire en l'an 800 ainsi qu'à Damas et Alep en l'an 1270. Les patients étaient bénévolement traités à l'aide de bains, médicaments, musiques et autres activités thérapeutiques.
En Europe, au milieu de XIXe siècle sont construits en Suisse les grands hôpitaux qui ont marqué l’histoire des patients psychiques et celle de la psychiatrie : le Burghölzli à Zurich, Préfargier à Neuchâtel en 1849, la Waldau à Berne en 1855, Cery à Lausanne en 1873. Ces institutions vont être reconnues par la faculté de médecine, développer et appliquer des traitements à la fois plus scientifiques et plus humains : la psychologie, l’ergothérapie, les médicaments calmants. Les grands noms suisses sont Eugène Bleuler, Auguste Forel, Jean Piaget, Hermann Rorschach, Adolph Meyer. Malheureusement pour les patients, ces institutions n’ont pas toujours su éviter des aventures dangereuses comme celle de la psychochirurgie, errances d’apprentis sorciers prétentieux et irresponsables (Gottlieb Burckhardt, 1888, Préfargier). Un rapportcantonal de 1874[réf. souhaitée], concernant Cery, montre à quel point le vent a tourné. Il y est fait état d’un certain nombre d’évasions mais, celles-ci étant liées à une plus grande liberté laissée aux malades, c’est un petit mal pour un grand bien. L’augmentation du personnel, ajoute le rapport, a permis de réaliser ce que chacun souhaitait depuis longtemps : la suppression graduelle des moyens de rigueur telles qu’entraves, camisoles de force, douches par contrainte, etc.
Le directeur type est un médecin énergique, bienveillant et paternaliste, qui habite l’institution avec sa famille et se bat pour obtenir de l’État les moyens financiers nécessaires pour un meilleur traitement des malades. L'hôpital de Cery a eu longtemps des problèmes d’adduction d’eau, à cause de sources insuffisantes. On[Qui ?] achète pourtant une machine à préparer l’eau gazeuse et la limonade.

### XXesiècle
C’est au début du XXe siècle que survint ce qu’il convient d’appeler la révolution psychanalytique. Sigmund Freud, né en Moravie en 1856, d’une famille de commerçants israélites, obtient son grade de docteur en médecine à l’université de Vienne en 1880. Dès le début de sa carrière, il veut comprendre la maladie mentale avant de la soigner et se met à observer les phénomènes d’une manière systématique. Il réussit ainsi, pour la première fois, à expliquer le comportement humain en termes psychologiques dans une théorie fondée sur l’observation et non seulement sur l’hypothèse. Si la notion d’inconscient ne date pas de Freud, il lui a donné un sens particulier en l’investissant du rôle de siège des pulsions de vie, de mort et sexuelles, ainsi que d’expériences accumulées dans la petite enfance et même avant la naissance. La psychanalyse, méthode dont il est le père, est le moyen qui permet de comprendre, de déchiffrer les messages de l’inconscient. Pour lui, l’analyse des rêves, qu’il a beaucoup développée, est la voie royale qui mène à l’inconscient. Avec Freud, on peut comprendre la folie comme un comportement dicté par les forces refoulées de l’inconscient.
En Suisse, Carl Gustav Jung divergea des théories de Freud en introduisant la notion d’un inconscient collectif. En 1912, pendant que Freud développait sa théorie psychanalytique, le prix Nobel de médecine était attribué à un chirurgien et physiologiste français, Alexis Carrel. Né en 1873 dans une famille de la grande bourgeoisie lyonnaise, il était devenu directeur de l’Institut Rockefeller de New York. En 1935, Carrel publie un ouvrage qui connaît un grand succès d’édition : L’Homme cet inconnu. « Il y a encore le problème non résolu de la foule immense des déficients et des criminels. Ceux-ci chargent d’un poids énorme la population restée saine. Le coût des prisons et des asiles d’aliénés, de la protection du public contre les bandits et les fous est, comme nous le savons, devenu gigantesque. » « Un effort naïf est fait par les nations civilisées pour la conservation d’êtres inutiles et nuisibles. Les anormaux empêchent le développement des normaux. Il est nécessaire de regarder ce problème en face. » (...) « Il ne faut pas hésiter à ordonner la société moderne par rapport à l’individu sain. Les systèmes philosophiques et les préjugés sentimentaux doivent disparaître devant cette nécessité. »
Ces thèses sur l’inégalité biologique des individus s’accordaient avec les thèses racistes des nazis. En octobre 1939, Hitler décréta l’euthanasie des malades après examen critique de leur état pathologique par des médecins. Ses acolytes Bouhler et Brandt constituèrent une équipe de médecins et l’opération T4 put commencer en janvier 1940. Près de 100 000 personnes, principalement des patients psychiques et handicapés mentaux, furent euthanasiées en Allemagne, puis dans les territoires occupés à l’Est. Ces «bouches inutiles», comme disaient les nazis, furent exterminées par gazage, piqûres ou administration de médicaments à doses mortelles. Les corps étaient incinérés et les proches étaient informés du décès que l’on liait à des causes inventées, par exemple des épidémies. Mais le secret fut éventé et les familles, ainsi que des ecclésiastiques protestèrent. Hitler dut arrêter le programme d’euthanasie, du moins en Allemagne, en août 1941. Si l’opération T4 des nazis est connue, on sait moins qu’en France, environ 40 000 malades mentaux sont morts de faim et de froid dans les asiles psychiatriques pendant la Seconde Guerre mondiale. Le tableau suivant montre l’augmentation des décès, sans augmentation de la morbidité, à l’hôpital psychiatrique de Clermont, au nord de Paris.
| Année | Décès | Population traitée | Ratio   |
| ----- | ----- | ------------------ | ------- |
| 1938  | 267   | 5093               | 5,24 %  |
| 1939  | 316   | 5 405              | 5,85 %  |
| 1940  | 630   | 5 153              | 12,22 % |
| 1941  | 1 067 | 4 015              | 26,58 % |
| 1942  | 636   | 3 201              | 19,87 % |
| 1943  | 562   | 3 733              | 15,05 % |
| 1944  | 641   | 3 313              | 19,35 % |
| 1945  | 248   | 2 930              | 8,46 %  |

Cette augmentation de la mortalité dans les asiles français ne correspond pas à une augmentation générale de la mortalité en France pendant la même période. Bien que beaucoup de gens aient souffert de la faim, la mortalité a peu varié sauf dans les zones qui ont subi des bombardements. Mais, selon les décisions du gouvernement de Vichy, les asiles psychiatriques ont été strictement réduits aux rations officielles alors que, au-dehors, la population française pouvait compléter le rationnement par le marché noir ou le ravitaillement dit « familial ». L’asile ne reçoit pas les suppléments alimentaires alloués aux autres établissements hospitaliers. Le 29 octobre 1941. la Société médico-psychologique a interpellé les pouvoirs publics en déclarant notamment que «dans certains hôpitaux psychiatriques la ration alimentaire est nettement inférieure à ce qui est nécessaire pour le maintien de la vie».
Dans son livre publié en 1988, Le Train des fous, Pierre Durand conclut que les autorités de Vichy connaissaient la situation, au moins depuis le second semestre de 1941. Les services compétents étaient alertés. Ils n'ont rien fait pour éviter l'extermination. C’est donc sciemment que Vichy a mis en application les théories criminelles d’Alexis Carrel, lequel est mort le 11 novembre 1944. Après la guerre, 1952 voit l’apparition du premier neuroleptique, le Largactil. Nombre de médecins ont cru que l’on avait enfin trouvé le remède miracle qui allait définitivement résoudre les dysfonctionnements du cerveau. Pour d’autres, les neuroleptiques s’avèrent n’être qu’une camisole chimique. Il n’empêche que le visage de la folie a changé d’aspect. Si les patients sous neuroleptiques adoptent une démarche un rien robotisée, parfois appelée par les patients « le pas de Cery », cela n’a plus rien à voir avec le patient agité, hurlant et gesticulant dans tous les sens. Au début des années 1960, sous le nom d’antipsychiatrie, se développe aux États-Unis et en Europe une contestation fondamentale de la psychiatrie classique hospitalière, qualifiée d’asilaire. On se souvient de Ronald Laing et David Cooper en Angleterre, Franco Basaglia en Italie, Thomas Szasz aux États-Unis. Selon ces auteurs, la psychiatrie n’est qu’un banal instrument de contrôle social fondé sur la coercition et paré des plumes de la science médicale.
En France, le médecin Lucien Bonnafé refuse les options extrémistes mais soutient le mouvement désaliéniste en instaurant la psychiatrie de secteur. Le discours sociologique antipsychiatrique pur et dur a sombré à la fin des années 1980, rattrapé par les réalités de la maladie mentale. À noter l’immense fiasco de la tentative italienne de désinstitutionalisation psychiatrique. Dans le reste de l’Europe, la psychiatrie hospitalière a résisté à des attaques polémiques extrêmement violentes, continuant d’abriter et de soigner, en période de crise, les patients et leurs souffrances.
Actuellement, chimiothérapie et psychothérapie sont deux aspects complémentaires et indissociables du traitement en psychiatrie auquel vient s’ajouter enfin la psychiatrie sociale ou la psychiatrie de secteur, qui prend en compte l’environnement du patient, les proches, l’employeur, les amis.